# Kaito (programari)
Kaito (メ イ コ Kaito - CRV2) és un programa Vocaloid DTM llibreria del programa Vocaloid estrenada el 17 de febrer de 2006, és la primera veu masculina de la companyia Crypton Future Media i la primera veu masculina japonesa per al programa, distribuïda originalment per Yamaha Corporation . Kaito utilitza l'antic sistema Vocaloid, l'antecessor de VOCALOID2, Fins a l'any 2013 quan va ser actualitzat per al motor VOCALOID3 amb noves llibreries de veu trucades KAITOv3. Naoto fugida (風雅 な お と) va prestar la seva veu per a aquest personatge.
El nom del producte va ser triat pel públic, i "Kaito" va ser seleccionat d'entre els sol·licitants, que va ser idea ofert de Shu-TP.Una de les raons per les quals s'ha triat el seu nom "Kaito" era perquè seria fàcil per als que no parlen japonès de pronunciar, i semblava apropiat el nom "Meiko" quan ells van ser posats un al costat de l'altre en el mercat.

## Història
El 24 de juliol de 2003, un àlbum "HISTÒRIA DE LA LÒGICA DEL SISTEMA", que incloïa una cançó amb Vocaloids japonesos comercialment per primera vegada. Era una cançó a duo de "Any Subarashii Ai wo Ichido Mou (aquest meravellós amor una vegada més)" i que estava cobert per la versió prototip de Kaito i Meiko per al primer motor de Vocaloid, abans del seu llançament. Meiko va vendre més de 3.000 unitats en el seu primer any segons la revista DTM, això era anormal per a un sintetitzador de programari en aquell moment. Això va ser molt millor que Kaito que havia venut 500 unitats i va ser considerat un fracàs comercial. Per tenir èxit, un sintetitzador de programari va haver de vendre 1.000 unitats. El fracàs inicial de Kaito va ser una de les raons principals per les que altres Vocaloids masculins no es van desenvolupar durant molt de temps després del seu alliberament.
Demostració
Any Subarashii Ai wo Ichido Mou

### Actualització
Crypton va anunciar a Twitter que estaven desenvolupant una nova producció de Kaito anomenat "Kaito Append". L'enregistrament de la veu de Fuuga Naoto va començar el 9 de desembre de 2010. S'havia confirmat temporalment les veus "Mellow", "Sweet", "Solid" i "Power".
El primer ús Commerical de Kaito Append, era l'àlbum "Vocaloid Minzoku kyoku shuu" (Vocaloid 民族 调 曲 集), que compta amb Kaito Append cantant la cançó "Sen nen no dokusou uta" (千年 の 独奏 歌). Més endavant, es van usar els voicebanks normal de Kaito, sof, i Whisper cantant "Lost destination" amb Kagamine Len Append.
No obstant això, el Append Meiko, juntament amb Kaito Append, estaven destinats a ser Vocaloid 2. Però es va retardar encara més a causa del anunci de Vocaloid3 i els seus voicebanks no s'havien finalitzat encara, durant el llançament de Vocaloid3.
Kaito append va ser cancel·lat per realitzar nova enregistraments amb el Vocaloid3.

### KAITO V3
El 13 d'abril de 2011, es va confirmar sis expressions vocals, dos dels quals van ser retirats i els restants estaven sent duts a terme endavant fins a un nivell complet. El vocal dels altres caràcters Append (Miku Hatsune, Rin i Len Kagamine i Luka Megurine) s'havia creat a partir de la interpretació vocal de la veu dels seus proveïdors. El nou Kaito append es va crear mitjançant l'addició d'eco, la força i la tensió de les mostres. Els nous voicebanks de Kaito, (Vivid, Solid i Power) es van registrar amb nous micròfons d'alta tecnologia a través d'una sèrie de prova.
L'11 de maig de 2011, Crypton va anunciar a Yamaha els desenvolupaments de Kaito, les demostracions es trobaven retardats, Crypton es va disculpar pel lent desenvolupament amb els seus fans.
El 28 de maig de 2011, donem de Kaito Append Whisper i Energic, juntament amb Miku en anglès van ser publicats en Nico Nico Douga. La confirmació també va anunciar el progrés de Meiko, Luka Megurine i Kaito. El 3 de juny de 2011, la demostració Karakuri dokei to koi no hanashi va ser llançada amb una versió completa del Kaito Append Soft.
Al desembre de 2012 les cançons de demostració de Kaito van ser publicades en el lloc oficial de Crypton. El paquet Kaito V3 conté els Voicebanks STRAIGHT, SOFT i WHISPER juntament amb el seu voicebank en anglès.
Kaito V3 va ser posat en venda des del 15 de febrer de 2013 a un preu de Y 16.800.

## Versions
| Paquet   | Llibreria | Gènere musical recomanat      | Tempo recomanat | Tessitura vocal |
| -------- | --------- | ----------------------------- | --------------- | --------------- |
| KAITO    | KAITO     | Pop, Enka, Dance, Rock        | S/R             | S/R             |
| KAITO V3 | Straight  | Folk, Pop, Rock               | 90-200BPM       | B1-C3           |
| KAITO V3 | Soft      | Soft Rock, Folk, Ambient      | 80-180BPM       | D2-B2           |
| KAITO V3 | Whisper   | Ballads, Jazz, Soul           | 65-150BPM       | F2-D3           |
| KAITO V3 | ENG       | Crossover, Dance, Electrónica | 70-190BPM       | B1-B2           |

## Disseny del personatge
El disseny del personatge va ser fet per Takashi Kawaski. Crypton no va publicar els seus dissenys. Com Meiko, el no va estar fet per tenir una aparença o personalitat. Això també va ser notable quan Crypton va treure Kaito V3,'Amb KEI dient que la intenció de les sèries "Character Vocal" .Això porto al fet que les actualitzacions de Meiko i Kaito tinguessin una manera de desenvolupament completament diferent comparada amb la dels appends de Miku, Rin, Len i Luka. L'exemple va ser fet per Takashi Kawasaki. És la primera veu japonesa a tenir una il·lustració.
L'aparença de Kaito destaca el seu pèl curt color blau marí, els seus ulls blaus cian i la seva pell blanca. De la seva roba destaquen la seva jaqueta color blanc amb detalls en blau i groc, fa servir bufanda de seda color blau amb detalls en groc, el seu pantaló color marró cafè, acompanyats d'unes botes color blanc amb detalls en blau.
La seva aparença és la contrapart de Meiko.

## Màrqueting
Concerts
Kaito juntament amb Hatsune Miku, Kagamine Rin i Len, Megurine Luka i Meiko han fet la seva aparença en diversos concerts hologràfics voltant del món.
Figuretes
Kaito té diverses figures basades en ella la mateixa manera que clauers o altres objectes, per cortesia de l'empresa Good Smile Company.
Videojocs
Kaito és un personatge principal jugable en la sèrie de videojocs Hatsune Miku: Project DIVA.

## Esdeveniments

### Mikupa
És el primer concert en el que va aparèixer Kaito, va ser realitzat el 8 de març de l'any 2012 a Tòquio. Kaito només va interpretar la cançó Pane dhiria. El Segon concert on va participar va ser l'any 2013 alMikupa de Sapporo el 9 de febrer del 2013. Aquesta vegada va interpretar dues cançons Pane dhiria i Sennen no Dokusou Ka. Un mes després es presenta a Kansai cantant les mateixes cançons.

### Magical Mirai
El 30 d'agost de l'any 2013 a Tòquio es va presentar al concert Magical Mirai. Va interpretar, juntament amb Len, la cançó erase or zero. Un any més tard, el 30 d'agost es realitza un show a Osaka, i després el 20 de Setembre a Tòquio. El 2015 es va presentar el 4 i 5 de Setembre a Tòquio amb la cançó Snowman.

### Miku EXPO
Aquest esdeveniment va comptar amb 3 xous en viu realitzats entre els Dies 28 i 29 de març. Tots els Vocaloid de Crypton van participar i Kaito va interpretar Pane dhiria i Sennen no Dokusou Ka. Mesos més tard també es van realitzar diversos shows els dies 11 i 12 d'octubre a Los Angeles i després el 17 i 18 del mateix mes a Nova York on va interpretar en solitari Pane dhiria.

## Ús
Kaito i Meiko estan dissenyats per a ser la veu professional per a músics professionals. La seva veu es calcula per ser constant, directa i adequada per a qualsevol gènere musical. Ella està en condicions de cantar qualsevol cosa, des Pop, Rock, Jazz, R & B fins a cançons per a nens. El seu to general de veu és més fluid. Vocaloid té algunes funcions que Vocaloid2 no té, com la ressonància. Diferents usuaris poden utilitzar el voicebanks de manera molt diferent i es pot produir una àmplia gamma de resultats diferents dels mateix voicebanks amb la seva edició posterior mitjançant ressonàncies i altres funcions. Meiko havia estat llançada per al Vocaloid 1,0. Els usuaris que utilitzin Vocaloid 1,0 poden actualitzar-per mitjà de pegats. Hi ha moltes diferències entre les Versions 1.0 i 1.1, i sonen de forma diferent, fins i tot si s'ha editat de la mateixa manera. Les diferències principals són cant, temps i estil.